# 格拉弗爾波因特 (密蘇里州)
格拉弗爾波因特（英語：Gravel Point）是位於美國密蘇里州德克薩斯縣的鬼鎮。

## 歷史
格拉弗爾波因特的郵局於1871年設立，其後於1905年停運。

## 地理
格拉弗爾波因特所處的海拔為高於海平面384米（即1260英呎），而該地所採用的時區為UTC-6，即北美中部時區（CST）。同時該地設有夏令時間，為UTC-6調快一小時，即UTC-5（CDT）。